# Provincia de Muyinga
La Provincia de Muyinga es una de las diecisiete Provincias de Burundi. Cubre un área de 1.836 km² y alberga una población de 596.000 personas. La capital es Muyinga.

## Comunas con población en agosto de 2008
- Buhinyuza 54,482
- Butihinda 96,890
- Gashoho 66,107
- Gasorwe 81,998
- Giteranyi 151,230
- Muyinga 138,227
- Mwakiro 43,475